# Buiksloterweg

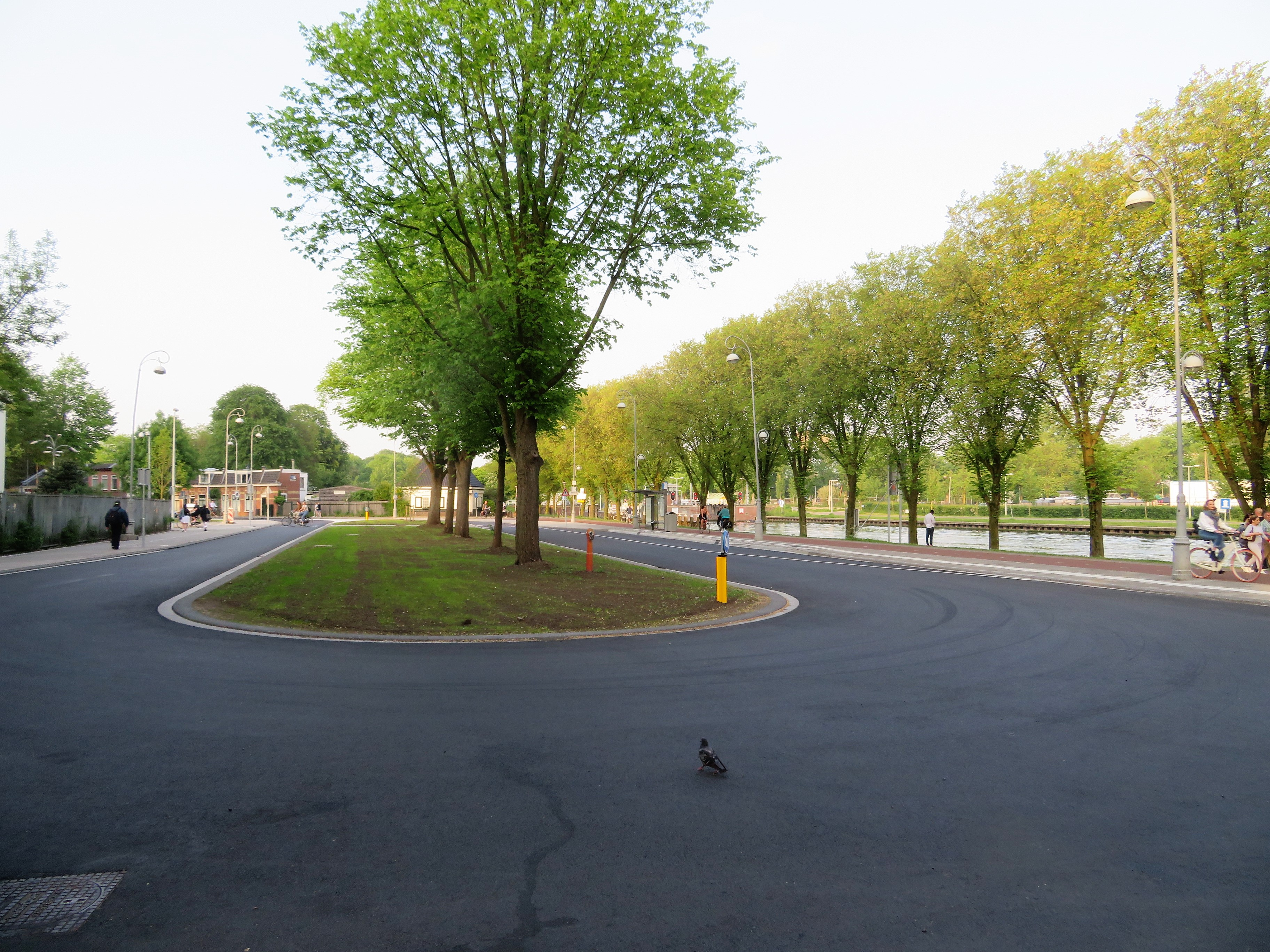
Verkeerslus in de Buiksloterweg 2018

De Buiksloterweg is een weg in Amsterdam-Noord. De weg verbindt de aanlegsteiger van het IJ-veer naar de De Ruijterkade bij het Tolhuis met de Buiksloterdijk.
Aan de westzijde bevindt zich het grotendeels door Shell verlaten terrein dat wordt omgevormd tot de nieuwe wijk Overhoeks. Aan de oostzijde bevinden zich de sluizen van het Noordhollandsch Kanaal en de bouwput van de Noord-Zuidlijn.
Het eerste deel van de weg is een doorgaande weg en was tot de opening van de IJtunnel in 1968 de belangrijkste uitvalsweg voor het verkeer naar Amsterdam-Noord, ook voor de bussen van het GVB en Enhabo die tot 1968 en 1970 daar hun eindpunt hadden in aansluiting op de pont.
Daarna gaat de doorgaande weg verder als de Ranonkelkade en die loopt weer over in de Van der Pekstraat naar het Mosveld. De Buiksloterweg zelf loopt met een bocht naar rechts als secundaire weg door langs de dijk van het Noordhollandsch Kanaal tot aan de Buiksloterdijk met de lintbebouwing van het dorp Buiksloot. Deze dijk werd na het gereedkomen van het Noordhollandsch Kanaal doorsneden en ligt sindsdien voor het grootste gedeelte aan de oostzijde van het kanaal.
De weg is vernoemd naar het dorp Buiksloot dat sinds 1921 door Amsterdam is geannexeerd. Aan het begin bij de aankomstplek van de Amsterdamse veren staat beeldengroep Players and supporters van Harmut Wilkening.